# Quest Software
Quest Software war bis zur Übernahme durch Dell ein börsennotierter US-amerikanischer Softwarehersteller mit Sitz in Aliso Viejo, Kalifornien. Das Unternehmen beschäftigte zuletzt ca. 3.500 Mitarbeiter, es wurde 1987 gegründet und im September 2012 von Dell für 2,4 Milliarden USD aufgekauft. Am 1. November 2016 wurde Dell Software von den Finanzinvestmentfirmen Elliot Management Corporation und Francisco Partners erworben, sodass dieser Softwarehersteller wieder unter dem Namen Quest firmiert.

## Produkte
Quest Software bot mit seiner ehemalig genannten "Quest One Lösungs Suite" einen modularen Lösungsansatz in Sachen Security. Hierzu zählen die Produkte ActiveRoles®Server, Password Manager, Defender. Die Produkte Quest Webauthority und Quest One Quick Connect wurden jedoch in andere Dell Software-Lösungen integriert beziehungsweise abgekündigt.

Unterteilt wird die Produktpalette in sechs verschiedene Familien:
- Datenbankmanagement
- Performancemonitoring
- Datenschutz
- Arbeitsplatz Verwaltung
- Windows Server Verwaltung
- Identitäts- und Zugriffsverwaltung

## Partner
- Microsoft Gold Zertifizierter Partner
- Oracle Partner Netzwerk zertifizierter Partner
- VMware Technologie Allianz Partner
- Accenture
- Avanade
- IBM
- Hewlett-Packard
- EMC
- Salesforce
- Red Hat
- Cisco Systems
- NetApp
- Novell
- Lifeboat Distribution Software Vertriebs Partner

## Übernahmen
Seit 1998 hat Quest folgende Unternehmen übernommen:
- APEX SQL (2019)
- Metalogix (Juli 2018)
- BlueFolder (Februar 2012)
- VKernel (November 2011)[11]
- ChangeBASE (Oktober 2011)[12]
- Symlabs (Juni 2011)
- RemoteScan (Mai 2011)
- eDMZ Security (Februar 2011)
- BakBone Software (Januar 2011)[13]
- Surgient (August 2010)[14]
- Voelcker Informatik AG (Juli 2010)[15]
- PacketTrap (Dezember 2009)
- NetPro (September 2008)
- PassGo (Januar 2008)
- Vizioncore (Dezember 2007)
- Provision Networks (November 2007)
- ScriptLogic (August 2007)
- Magnum Technologies (Mai 2007)
- Aftermail (Januar 2006)
- Vintela (Juli 2005)
- Imceda (Mai 2005)
- Wingra (Januar 2005)
- Aelita (März 2004)
- Sitraka (November 2002)
- BB4 Technologies (Februar 2002)
- FastLane Technologies (September 2000)
- MessageWise (April 2000)
- Client/Server Solutions (April 2000)
- QMaster (Februar 2000)
- Foglight (Januar 2000)
- Neptune Software (Juli 1999)
- T.O.A.D. (Oktober 1998)